# Julius Kühlewein
Walter Wolfgang Julius Kühlewein (* 18. Januar 1873 in Neunstetten; † 2. August 1948 in Freiburg im Breisgau) war ein evangelischer Theologe und Prälat und von 1933 bis 1945 Landesbischof der Evangelischen Landeskirche in Baden.

## Leben und Beruf
Kühlewein wurde als eines von sieben Kindern des Dekans Heinrich Ludwig Kühlewein und dessen Gattin Anna Sophie geb. Krauß in Neunstetten geboren. Er besuchte die Volksschule in seinem Heimatort und später das Gymnasium in Wertheim, wo er 1890 das Abitur ablegte. Dann studierte er Theologie in Erlangen, Halle (Saale) und Heidelberg. Während seines Studiums wurde er Mitglied der Schwarzburgverbindungen Uttenruthia Erlangen (1890) und Tuiskonia Halle (1891). Seine Staatsexamina machte er 1893 und 1894. Anschließend war er Vikar in Lahr/Schwarzwald und Freiburg im Breisgau, bevor er 1898 eine Pfarrstelle in Mauer antrat. 1901 wurde er Pfarrer an der Diakonissenanstalt Mannheim. 1906 wechselte er als Pfarrer nach Karlsruhe und 1921 nach Freiburg. 1924 wurde er zum Prälaten und somit Geistlichen Oberhaupt der Evangelischen Landeskirche in Baden berufen. Er bildete zusammen mit dem Präsidenten des Oberkirchenrats, Nikolaus Wurth, dessen Stellvertreter und sechs (ab 1932 vier) Mitgliedern der Landessynode die Kirchenregierung der badischen Landeskirche.
Nach der Machtergreifung durch die Nationalsozialisten ließ Kühlewein in allen evangelischen Kirchen in Baden am 28. März 1933 ein Hirtenwort verlesen, in dem er die Entwicklungen ausdrücklich begrüßte:

 Evangelische Glaubensgenossen, was wir seit Jahren gehofft und ersehnt haben, ist gekommen. Unser deutsches Volk hat sich in seiner großen Mehrheit zu einer starken nationalen Front zusammengeschlossen und sich einmütig hinter die Männer gestellt, die das Oberhaupt unseres Reiches zur Führung des deutschen Volkes berufen hat. Wir haben auch heute allen Grund, Gott zu danken, daß er unser Volk nicht versinken ließ, sondern es in letzter Stunde vor dem Untergang bewahrte.

 
Nach dem Kirchengesetz vom 1. Juni 1933 wurde das Amt des Prälaten und Kirchenpräsidenten abgeschafft und das neue Amt eines Landesbischofs errichtet. Dieser sollte fortan die geistliche Führung und den Vorsitz des Oberkirchenrats haben. Die Landessynode wählte Kühlewein am 24. Juni 1933 zum ersten Landesbischof der Evangelischen Landeskirche in Baden. In seiner Amtszeit konnte sich Kühlewein stets erfolgreich der Eingliederung der Landeskirche in die deutsche Reichskirche widersetzen. 
Obwohl er Bischof einer bekenntnisunierten Landeskirche war, suchte er im Kirchenkampf ausdrücklich den Anschluss der badischen Kirche an den Rat der evangelisch-lutherischen Kirche und weniger zum bewusst unierten Teil der Bekennenden Kirche.
1937 gehörte er zu denen, die Die Erklärung der 96 evangelischen Kirchenführer gegen Alfred Rosenberg wegen dessen Schrift Protestantische Rompilger unterzeichneten.
Nach dem Krieg berief er am 27. November 1945 die erste Synode nach Bretten ein, wo er seinen Rücktritt bekanntgab. Die Synode wählte dann Julius Bender zu seinem Nachfolger als Landesbischof.
Kühlewein war verheiratet, der Ehe entstammten vier Söhne und drei Töchter.

## Ehrungen
1926 wurde Kühlewein von der Universität Heidelberg der Titel Dr. theol. h. c. verliehen.